# 長野市立櫻ケ岡中学校
長野市立櫻ケ岡中学校（ながのしりつ さくらがおかちゅうがっこう）は長野県長野市高田にある中学校。

## 概要
1968年（昭和43年）4月1日に当時の川端中学校および南部中学校を統合して現在地で開校した。
2009年より校舎および体育館の大規模改修が行われ、スロープやエレベーターの設置など、同市内の小中学校と比較しても特にバリアフリーに配慮した設計となっている。
第一体育館が「櫻舞館」、第二体育館が「櫻翔館」、多目的室が「櫻ホール」、中庭が「櫻輝庭」、テラスが「櫻空照」とそれぞれ名付けられている。

### 学校行事
毎年秋季に文化祭である「白櫻祭」が校内および長野市芸術館で開催されており、生徒作曲の「白櫻祭の歌」が存在する。

### 校訓
- 美しい学校・静かな学校・仲のよい学校・楽しい学校・誇らしい学校

### 学校教育目標
「いのち輝く学校」- 元気・笑顔、伝統の継承、チャレンジ精神

### 校章
桜の花の中心に「中」の文字が配置されており、花弁は全て円で構成されている。
一般的に「櫻ヶ岡」や「桜ヶ岡」と表記される事が多いが、正しい表記は「櫻ケ岡」である。

## 沿革
- 1937年（昭和12年）4月 - 大字高田川端の長野市立実科高等女学校内に、川端尋常高等小学校（長野市立櫻ヶ岡中学校の前身）が開校。
- 1968年（昭和43年）4月 - 大字高田川端の長野市立高等学校跡に、長野市立川端中学校・長野市立南部中学校は市の要望により統合し、長野市立櫻ヶ岡中学校として開校
- 1970年（昭和55年）2月 - 「開校の歌」を制定。同年4月に入学式が行われ、実質の統合となる。
- 1971年（昭和46年）2月 - 校歌完成。（作詞：勝承夫、作曲：團伊玖磨）
- 1973年（昭和48年）10月 - 第1回文化祭（白櫻祭）開催。
- 1986年（昭和61年）8月 - 校歌を編曲。
- 1992年（平成4年）9月 - 日本のフィギュアスケート選手・伊藤みどり氏が来校し、講演会を開く。
- 1994年（平成6年）9月 - 外国人タレント・アントン・ウィッキー氏が来校し、講演会を開く。
- 2004年（平成16年）9月 - 陸上競技部（女子D100ｍH）ジュニアオリンピック出場。
- 2005年（平成17年）10月 - 陸上競技部（女子B100ｍH）ジュニアオリンピック出場。
- 2006年（平成18年）10月 - 陸上競技部4名、ジュニアオリンピック出場。
- 2009年（平成21年）9月 - 校舎の大規模改修工事が始まる[1]
- 2010年（平成22年）9月 - 第一体育館が使用できないため、ホクト文化ホールにて第38回白櫻祭が開催される。
- 2013年（平成25年）9月 - 男子バスケットボール部、全国大会初出場。
- 2020年（令和2年）3月 - 普通教室、音楽室、校長室、職員室、事務室、エアコン設置。

## 生徒会
2024年時点
本部会、代議員会、生活委員会、清美委員会、図書委員会、放送委員会、保健委員会、体育委員会、緑化委員会、文化委員会、給食委員会、環境委員会、白櫻祭実行委員会

## 部活動
2009年時点
- バレーボール部（男子・女子）
- バスケットボール部（男子・女子）
- ソフトテニス部（男子・女子）
- サッカー部
- 陸上競技部
- 卓球部
- 吹奏楽部
- 合唱部
- 演劇部
- 科学部
- 美術部
- 課外部(スキー、スケート、アイスホッケー、野球、その他)

## 通学区域
大字三輪（一部）、早苗町（一部）、大字鶴賀緑町、居町、大字鶴賀、大字鶴賀上千歳町、大字鶴賀南千歳町、南千歳一丁目～二丁目、大字稲葉（一部）、大字栗田、若里一丁目（一部）・二丁目・三丁目（一部）・四丁目（一部）、大字高田（一部）、北条町、大字平林、平林一丁目・二丁目（一部）、西和田二丁目（一部）

## 出身者
- 田中悠一（将棋棋士）
- 小林唄（アーティスティックスイミング日本代表）